# Geografija Portugalske
Portugalska je obalna država v zahodni Evropi, na zahodnem koncu Iberskega polotoka, ki meji na Španijo (na njenih severnih in vzhodnih mejah: skupaj 1214 kilometrov. Portugalsko ozemlje vključuje tudi vrsto arhipelagov v Atlantskem oceanu (Azori in Madeira), ki sta strateška otoka ob severnem Atlantiku. Skrajni jug ni predaleč od Gibraltarskega preliva, ki vodi v Sredozemsko morje. Skupno država zaseda površino 92.090 kvadratnih kilometrov, od tega 91.470 kvadratnih kilometrov kopnega in 620 kvadratnih kilometrov vode.
Kljub tem opredelitvam ostaja meja med Portugalsko in Španijo nerešen ozemeljski spor med državama. Portugalska ne priznava meje med deltama reke Caia in Ribeira de Cuncos od začetka okupacije Olivenze s strani Španije leta 1801. To ozemlje, čeprav pod de facto špansko okupacijo, ostaja de jure del Portugalske, zato na tem območju odslej ni priznana nobena meja.

## Fizična geografija
Portugalska leži na zahodni obali Iberskega polotoka in planote, ki ločuje celinsko Sredozemsko morje od Atlantskega oceana. Je na atlantski obali te planote in jo prečkajo številne reke, ki izvirajo iz Španije. Večina teh rek teče od vzhoda proti zahodu in se izliva v Atlantik; od severa proti jugu so primarne reke Miño, Duero, Mondego, Tajo in Guadiana.

### Obala
Območje epikontinentalnega pasu je 28.000 kvadratnih kilometrov, čeprav je njegova širina spremenljiva od 150 kilometrov na severu do 25 kilometrov na jugu. Močan relief zaznamujejo globoki podmorski jarki kot nadaljevanje glavnih rek. Ostroga Estremadure ločuje iberski jarek in jarek Tajo, medtem ko je celinsko pobočje obkroženo z morskimi gorami in se naslanja na vidni breg Gorringe na jugu. Trenutno portugalska vlada zahteva globino 200 metrov ali globino izkoriščanja.
Portugalska obala je obsežna; poleg približno 943 kilometrov vzdolž obale celinske Portugalske sta arhipelaga Azori (667 km) in Madeira (250 km) obkrožena predvsem z neravnimi pečinami. Večina teh pokrajin se izmenjuje med grobimi pečinami in finimi peščenimi plažami; regija Algarve je prepoznavna po svojih peščenih plažah, priljubljenih med turisti, hkrati pa je njena strma obala okoli rta St. Vincenta (Cabo de São Vicente) dobro znana po strmih in prepovednih pečinah. Zanimivost portugalske obale je Ria Formosa z nekaj peščenimi otoki in blagim in prijetnim podnebjem, za katerega so značilna topla, a ne zelo vroča poletja in na splošno blage zime.
Obalo Ria de Aveiro (blizu Aveira, imenovano "portugalske Benetke") tvori delta (približno 45 kilometrov dolga in največ 11 kilometrov široka), bogata z ribami in morskimi pticami. Štirje glavni kanali tečejo skozi več otokov in otočkov ob ustju rek Vouga, Antuã, Boco in Fontão. Od 16. stoletja je ta tvorba ozkih rtov tvorila laguno, ki je zaradi svojih značilnosti omogočala nastanek in proizvodnjo soli. Priznali so jo tudi Rimljani, katerih sile so njeno sol izvažale v Rim (takrat je veljala za dragocen vir).
Azori so tudi posuti z izmeničnimi plažami s črnim peskom in s kamni, le redka izjema je bela peščena plaža (kot na primer na otoku Santa Maria v Almagreiri). Otok Porto Santo je eden redkih z obsežnimi sipinskimi plažami na Portugalskem, in je v arhipelagu Madeira.
Merilniki plimovanja vzdolž portugalske obale so odkrili dvig morske gladine za 1–1,5 milimetra, kar je povzročilo razlivanje velikih izlivov in celinskih delt v nekaterih večjih rekah.
Zaradi svoje pomorske posesti in dolge obale ima Portugalska izključno ekonomsko cono 1.727.408 km². To je 3. največja izključna ekonomska cona med vsemi državami v Evropski uniji in 20. na svetu. Morsko območje, na katerem Portugalska izvaja posebne ozemeljske pravice glede gospodarskega raziskovanja in uporabe morskih virov, obdaja območje 1.727.408 kvadratnih kilometrov (razdeljeno na: celinska Portugalska 327.667 km², Azori 953,14,663 km², otok Madeira km²).

### Celina
Portugalsko ozemlje je nastalo v zgodovini Gondvane in se je uskladilo z evropskimi oblikami zemlje, potem ko se je supercelina Pangea začela počasi ločevati na več manjših plošč. Iberska plošča je nastala med kadomsko orogenezo poznega neoproterozoika (približno 650-550 Ma), na obrobju celine Gondvane. Skupina otoških lokov (ki je vključevala osrednjo ibersko ploščo, ploščo Ossa-Morena, južno portugalsko ploščo) je zaradi trkov in akrecije začela razpadati iz Gondvane (skupaj z drugimi evropskimi fragmenti). Te plošče se od tega obdobja niso nikoli bistveno ločile druga od druge. V mezozoiku so bile tri "portugalske plošče" del severnofrancoske oklepne plošče, dokler se Biskajski zaliv ni začel ločevati. Po ločitvi Iberske breznonske nižine sta se Iberija in Evropa začeli postopoma odmikati od Severne Amerike, saj je območje srednjeatlantskega preloma potegnilo tri plošče stran od večje celine. Sčasoma je Iberia trčila v južno Francijo in priklopila regijo na polotok Evrope (v kenozoiku). Od poznega oligocena se Iberska plošča premika kot del Evrazijske plošče, pri čemer meja med Evrazijo in Afriko leži vzdolž prelomnega območja Azori–Gibraltar.
Iberski polotok, ki ga opredeljuje njegova obala, je posledica fragmenta variške tektonske prelomne cone, Ibersko-hesperskega masiva, ki zaseda zahodni osrednji del planote. To formacijo prečka osrednji sistem vzdolž vzhod-severovzhod proti zahodu-jugozahodu, vzporedno z evropsko baetsko verigo (aspekt alpske verige). Centralna Cordillera je sama razdeljena na dva bloka, medtem ko trije glavni rečni sistemi odvajajo različne geomorfološke terene:
- Severna Meseta (s povprečno nadmorsko višino 800 metrov) se izliva z reko Duero (teče od vzhoda proti zahodu);
- Južno Meseta (v območju od 200 do 900 metrov nadmorske višine) odmaka reka Tajo (teče od vzhoda proti zahodu) iz Španije in reka Guadiana (teče od severa proti jugu), ki obsega spodnje porečje Tajo in Sado.

Na severu je pokrajina v notranjosti gorata s planotami, ki jih presekajo štiri prelomne črte, ki omogočajo razvoj rodovitnejših kmetijskih površin.
Na jugu do Algarve so večinoma valovite ravnice z nekoliko toplejšim in bolj suhim podnebjem kot na hladnejšem in deževnejšem severu. Druge večje reke so Duero, Miño in Guadiana, podobne Taju, saj vse izvirajo iz Španije. Druga pomembna reka, Mondego, izvira iz Serra da Estrela (najvišje gore na celinski Portugalski s 1993 m).
Na celinski Portugalski ni velikih naravnih jezer, največje celinske vodne površine pa so rezervoarji nastali zaradi jezov, kot je rezervoar Alqueva s 250 kvadratnimi kilometri, največji v Evropi. Vendar pa je na Portugalskem več majhnih sladkovodnih jezer, od katerih so najbolj opazna v Serra da Estrela, jezero Comprida (Lagoa Comprida) in jezero Escura (Lagoa Escura), ki so nastala iz starodavnih ledenikov. Pateira de Fermentelos je majhno naravno jezero v bližini Aveira, je eno največjih naravnih jezer na Iberskem polotoku in je bogato z divjimi živalmi. Na Azorskem arhipelagu so nastala jezera v kalderi ugaslih vulkanov. Lagoa do Fogo in Lagoa das Sete Cidades (dve majhni jezeri, povezani z ozko potjo) sta najbolj znani jezeri na otoku São Miguel.
Obstajajo lagune na obalah Atlantika. Na primer laguna Albufeira in laguna Óbidos (blizu Foz do Arelho, Óbidos).

### Arhipelagi
Poleg celinske Evrope Portugalsko sestavljata dve avtonomni regiji v Atlantskem oceanu, sestavljeni iz arhipelagov Madeira in Azori. Madeira leži na afriški tektonski plošči in obsega glavni otok Madeira, Porto Santo in manjše divje otoke. Azori, ki so na stičišču afriške, evropske in severnoameriške plošče, se razprostirajo na srednjeatlantskem hrbtu. V tem arhipelagu je devet otokov, ki so običajno razdeljeni v tri skupine (zahodni, srednji in vzhodni) in več manjših Formigas (skalnatih izrastkov), ki so med otokoma São Miguel in Santa Maria. Obe otoški skupini sta vulkanske narave, z zgodovinsko vulkanologijo in seizmično aktivnostjo, ki se nadaljujeta še danes. Poleg tega je na Azorih več podmorskih vulkanov (kot je Dom João de Castro Bank), ki so v preteklosti izbruhnili (kot je izbruh Serrata ob obali otoka Terceira). Zadnji večji vulkanski dogodek se je zgodil v letih 1957-58 ob zahodni obali otoka Faial, ki je tvoril vulkan Capelinhos. Potresni dogodki so na Azorih pogosti. Azori so občasno izpostavljeni zelo močnim potresom, prav tako celinska obala. 
Požari se večinoma pojavljajo poleti na celinski Portugalski, ekstremno vreme v obliki močnih vetrov in poplav pa se pojavlja predvsem pozimi. Azore občasno prizadenejo tropski cikloni, kot sta orkan Jeanne (1998) in orkan Gordon (2006).

## Podnebje
Večji del Portugalske ima toplo sredozemsko podnebje v skladu s Köppnovo podnebno klasifikacijo: Csa v večini dežel južno od reke Tajo, celinski dolini Duero v regiji Norte, vzhodnih Azorih in arhipelagu Madeira. Vzorec Csb je mogoče najti severno od iste reke in v Costa Vicentini na obali južne Portugalske. Večina Azorov ima vlažno subtropsko podnebje Cfa, medtem ko ima majhna regija v notranjosti Alenteja Bsk ali polsušno podnebje. Divji otoki so edina regija s sušnim podnebjem. Temperature morske površine na teh otokih se gibljejo od 18,5 °C pozimi do 23–24 °C poleti, občasno dosežejo 26 °C.
Povprečna letna temperatura na celinski Portugalski se giblje od 12–13 °C v gorski notranjosti na severu do 17–18 °C na jugu (na splošno je jug toplejši in bolj suh od severa). Otočje Madeira in Azori imata ožje temperaturno območje. Ekstremne temperature se pojavljajo v gorah v notranjosti severne in osrednje države pozimi, kjer lahko padejo pod −10 °C ali v redkih primerih pod −15 °C, zlasti v višjih vrhov Serra da Estrela, v jugovzhodnih delih pa poleti včasih preseže 45 °C. Uradne absolutne ekstremne temperature so -16 °C v Penhas da Saúde 4. februarja 1954 in Miranda do Douro ter 47,4 °C v Amareleji v regiji Alentejo 1. avgusta 2003. Povprečna letna količina padavin na celinski Portugalski se giblje od nekaj več kot 3000 mm v gorah na severu do manj kot 500 mm v južnih delih Alenteja, vendar je v Makaroneziji rekord Pico Island z več kot 6250 mm in Savage Islands okoli 200 mm. Portugalska kot celota je med najbolj sončnimi območji v Evropi z okoli 2300–3200 sončnimi urami na leto, povprečno 4–6 ur pozimi in 10–12 ur poleti.

## Okolje
Za portugalsko pokrajino so značilna vresišča (charnecas) Erica vulgaris, kserofilna vegetacija Portugalske, analogna makiji francoskega Sredozemlja in vresiščem Britanskih otokov. Razširjeno ime charneca je dobil habitat, kjer rastlino najdemo, sušen in kamnit teren. 
V skladu s predpisi Evropske unije je ozemlje te države razdeljeno na tri biogeografske regije: Sredozemlje, Atlantik in na otočjih Azori in Madeira, makaronezija.
V svoji naravni dediščini izstopa naravna dobrina, kraj svetovne dediščine, ki ga je UNESCO razglasil leta 1999: Lovorjev gozd, Madeira. 
Portugalska ima pet biosfernih rezervatov: Paúl do Boquilobo (1981), otok Corvo (2007), otok Graciosa (2007), otok Flores (2009) in Geres-Xures, ki prečka mejo s Španijo. 86.581 hektarjev je zaščitenih kot mokrišča mednarodnega pomena po Ramsarski konvenciji, skupaj ima 28 Ramsarskih območij. Ima tudi narodni park Peneda-Gerês.
Obalo Portugalske in Azore vsako leto ogrožajo hudi potresi, pogosti so tudi požari in ekstremni vremenski pojavi.
Okolje - aktualna vprašanja: erozija tal; onesnaževanje zraka zaradi industrijskih emisij in emisij vozil; onesnaženost vode, zlasti na obalnih območjih
Okolje – mednarodni sporazumi:

pogodbenica: Onesnaževanje zraka, Biotska raznovrstnost, Podnebne spremembe, Dezertifikacija, Ogrožene vrste, Nevarni odpadki, Pomorsko pravo, Odlaganje morskih odpadkov, Ohranjanje morskega življenja, Zaščita ozonske plasti, Onesnaževanje ladij, Tropski les, Tropski les, mokrišča

podpisana, vendar ne ratificirana: onesnaževanje zraka – obstojna organska onesnaževala, onesnaževanje zraka – hlapne organske spojine, podnebne spremembe – Kjotski protokol, sprememba okolja, prepoved jedrskih poskusov
Relief: gorat in hribovit severno od reke Tajo, na jugu valovite ravnice
Višinski ekstremi:
- najnižja točka: Atlantski ocean 0 m
- najvišja točka: Ponta do Pico (Pico ali Pico Alto) na Ilha do Pico na Azorih 2351 m

Naravni viri: ribe, gozdovi (pluta), volfram, železova ruda, uranova ruda, marmor, njive, hidroelektrarne
Raba tal:
- njive: 26 %
- trajni nasadi: 9 %
- trajni pašniki: 9 %
- gozdovi in gozdovi: 36 %
- drugo: 20 % (ocenjeno 1993)

Namakana površina: 6300 km² (ocena 1993)

### Rastlinstvo
Kar zadeva gozdove celinske Portugalske, so bor, zlasti obmorski bor (Pinus pinaster) in pinija (Pinus pinea), pravi kostanj (Castanea sativa), hrast plutovec (Quercus suber), črničevje (Quercus ilex), portugalski hrast (Quercus faginea) in evkalipt (Eucalyptus globulus).
Podobno se uvajajo tudi druge vrste, kot je Gaillardia aristata na otočjih Azori in Madeira; Jacobaea minuta na jugu Portugalske; Rhaponticum longifolium v okolici Leiríe; nagelj Indije (Tagetes patula) na meji province Salamanca; Zinnia elegans v regiji Beira Alta, Salvia viridis v Estremaduri; rožnata krona (Securigera varia) v Coimbri ali Claytonia perfoliata na severu Portugalske.
Rastlinski svet polotoka je zaradi svojih biozgodovinskih, geografskih, geoloških, orografskih razmer itd. eden najbogatejših in najrazličnejših v vsej Evropi, primerljiv s tistimi v sredozemskih državah, kot sta Grčija, Italija in še bolj raznolika; ocenjuje se, da vključuje več kot 8000 vrst rastlin, od katerih so mnoge endemične.
V preteklosti je bilo Sredozemlje podvrženo velikim spremembam podnebja in vegetacije, skupaj s spremembami, včasih zelo velikimi, v gladini morja in variacijami v relativnem položaju celin (Evropske in Afriške plošče). Z vstopom rastlin in osamitvijo, zaradi morskih nihanj ali občasnih poledenitev, lahko najdemo pestrost rastlinskih vrst.
Iberski polotok, ki leži na pomembnem prehodu med Afriko in Evropo, je bil s spremembo podnebja obogaten s prihodom stepskih, termofilnih, kserofilnih, orofilnih, boreo-alpskih itd. rastlin, od katerih se jih je veliko uspelo obdržati pozneje zahvaljujoč raznolikosti sredstev, ki obstajajo v gorskih verigah, ki jim omogočajo, da se dvignejo v višino, če se vreme otopli ali spustijo, če postane hladnejše. Geološka zapletenost večine iberskih gora, zlasti Betiškega, Iberskega sistema in Pirenejev, je še povečala število novih okolij, ki so se jim lahko prilagodila, ter omogočila raznolikost in bogastvo sedanje flore.

### Živalstvo
Favna sesalcev je zelo raznolika in vključuje lisico, jazbeca, iberskega risa, iberskega volka, gorsko kozo, divjo mačko, zajca, podlasico, mungosa, geneta in občasno rjavega medveda (v bližini reke Miño in v narodnem parku Peneda-Gerês) med drugim. Portugalska je pomembna postaja za selitve ptic, ki se gibljejo med Evropo in Afriko, zlasti v krajih, kot sta Cabo de San Vicente ali Sierra de Monchique. Država ima okoli 600 vrst ptic, od tega 235 gnezdilk in skoraj vsako leto so novi zapisi.
Portugalska ima veliko vrst sladkovodnih rib, od orjaškega soma v mednarodnem naravnem parku Tajo do majhnih endemičnih vrst, ki živijo le v majhnih jezerih. Nekatere od teh redkih vrst so resno ogrožene zaradi uničenja habitata, onesnaženja. in suše. Portugalske morske vode so med najbogatejšimi z biotsko raznovrstnostjo na svetu, saj je njenih morskih vrst okoli tisoč in vključujejo sardele, tune in atlantske skuše.
Portugalska zavarovana območja so narodni park, trinajst naravnih parkov, devet naravnih rezervatov, pet naravnih spomeniki in šest zaščitenih krajin. Leta 2005 je bilo zaščiteno krajinsko območje Litoral de Esposende razvrščeno kot naravni park za »ohranjanje obale in njene naravne fizične, estetske in krajinske ureditve.«
Favna Iberskega polotoka predstavlja veliko pestrost, ki je v veliki meri posledica dveh dejavnikov: geografske lege polotoka, med Atlantikom in Sredozemljem ter med Afriko in Evrazijo ter velike raznolikosti habitatov in biotopov, ki so posledica precejšnja raznolikost podnebja in dobro diferencirana območja.
Med velikimi zveri izstopata dve vrsti, ki sta izginili iz večjega dela zahodne Evrope: rjavi medved, ki preživi v Kantabrijskem gorovju in v nekaterih pirenejskih enklavah, in iberski volk, podvrsta, ki je endemična za polotok. Čeprav je najbolj emblematični mesojedec nedvomno iberski ris, najbolj ogrožena mačka na celotni evropski celini. Precej številčnejše so populacije divjih mačk, lisic in nekaterih kun: evropski jazbec, evropski dihur in mala podlasica; nekoliko manj številčne so vidra, kuna zlatica in kuna belica.
Rastlinojede živali predstavljajo precej razširjene vrste, kot so nekateri jeleni, damjaki in srnjaki. Obstajajo endemične populacije gorskih koz ter pirenejske in kantabrijske črede gamsov. Razširjena je tudi divja svinja.
Zastopanih je več sredozemskih vrst žužkojedov: rovke (Crocidura russula, Suncus etruscus), močvirska rovka, iberski krt, redka pirenejska rovka; glodavci: navadna veverica, vrtni polh, voluharji; lagomorfi (izstopajo endemizmi, kot sta iberski zajec in Lepus castroviejoi), netopirji (Myotis capaccinii, Myotis myotis, Pipistrellus pipistrellus, Tadarida teniotis, Nyctalus noctula, Hypsugo savii) ter nekoliko manjši plavutonožci in kiti.